# 月に行く舟
『月に行く舟』（つきにいくふね）は、中部日本放送（CBC）の制作により、2014年10月4日の14時00分 - 15時24分にTBS系全国28局ネットで放送された日本の単発テレビドラマ。駅で電車を待つほんの少しの時間の男女の恋愛模様を描く40代50代をターゲットにした大人の恋物語である。
脚本家・北川悦吏子が自身の出身地である岐阜県を舞台に書き下ろした“月シリーズ”三部作の2作目。1作目の『月に祈るピエロ』が“最後”に駅で男女が出会う話だったため、今回は“最初”に駅で出会う設定にしようと決められ、2014年8月27日に長良川鉄道の郡上八幡駅でクランクインし、美濃市や関市板取川のほとりなどで撮影された。

## あらすじ
山間の鄙びた駅のホームのベンチに座っている女性・水沢理生（和久井映見）は、到着した列車をやり過ごす。乗り降りする乗客はほんの少しだった。その頃、編集者の篠崎涼太（谷原章介）は、新しい企画を承諾してくれた作家の佐々波慶太郎(橋爪功)の住まいを東京から訪れ、原稿を直接受けっとって帰途に就こうとした。佐々波は妻の千夏（栗原小巻）と岐阜県に引越し、瀟洒な住まいを構えて仲睦まじく晩年を迎えている。夫婦の出会いのエッセイを仕上げたばかりの佐々波は、原稿の内容に対する妻の不興に気が付かずにご機嫌で、いまだ独身の篠崎をからかいながら見送る。駅にやって来た篠崎は、待合室のベンチでイヤホンを耳にしている理生に気を引かれて声をかける。やがて到着する列車に乗ろうとホームに向かう篠崎は、千夏から渡されたお土産の菓子の入った紙袋をベンチに忘れて行ってしまう。吹く風の音に置き去りの紙袋の存在を知った盲目の理生が、慌ててホームに出て篠崎を呼ぶがそこに列車が、……。列車を待つ間のつかの間の会話のはずだったが、その日一日篠崎は理生の人生に深く立ち会うことになる。

## キャスト
水沢 理生
演 - 和久井映見
盲目のアラフォー独身女性。
篠崎 涼太
演 - 谷原章介
東京から原稿をとりに来た編集者。
佐々波 慶太郎
演 - 橋爪功
岐阜に住む大御所作家。
佐々波 千夏
演 - 栗原小巻
慶太郎の妻。

## スタッフ
- 作 - 北川悦吏子[1]
- 演出 - 堀場正仁[2]
- プロデューサー - 堀場正仁、大谷佐代、櫻井美恵子
- 音楽 - 富貴晴美
- 助監督 - 吉野晴亮
- 撮影 - 佐多賀剛
- 制作協力 - 国際放映
- 制作著作 - 中部日本放送（CBC）